# جزایر مادلین (سنگال)

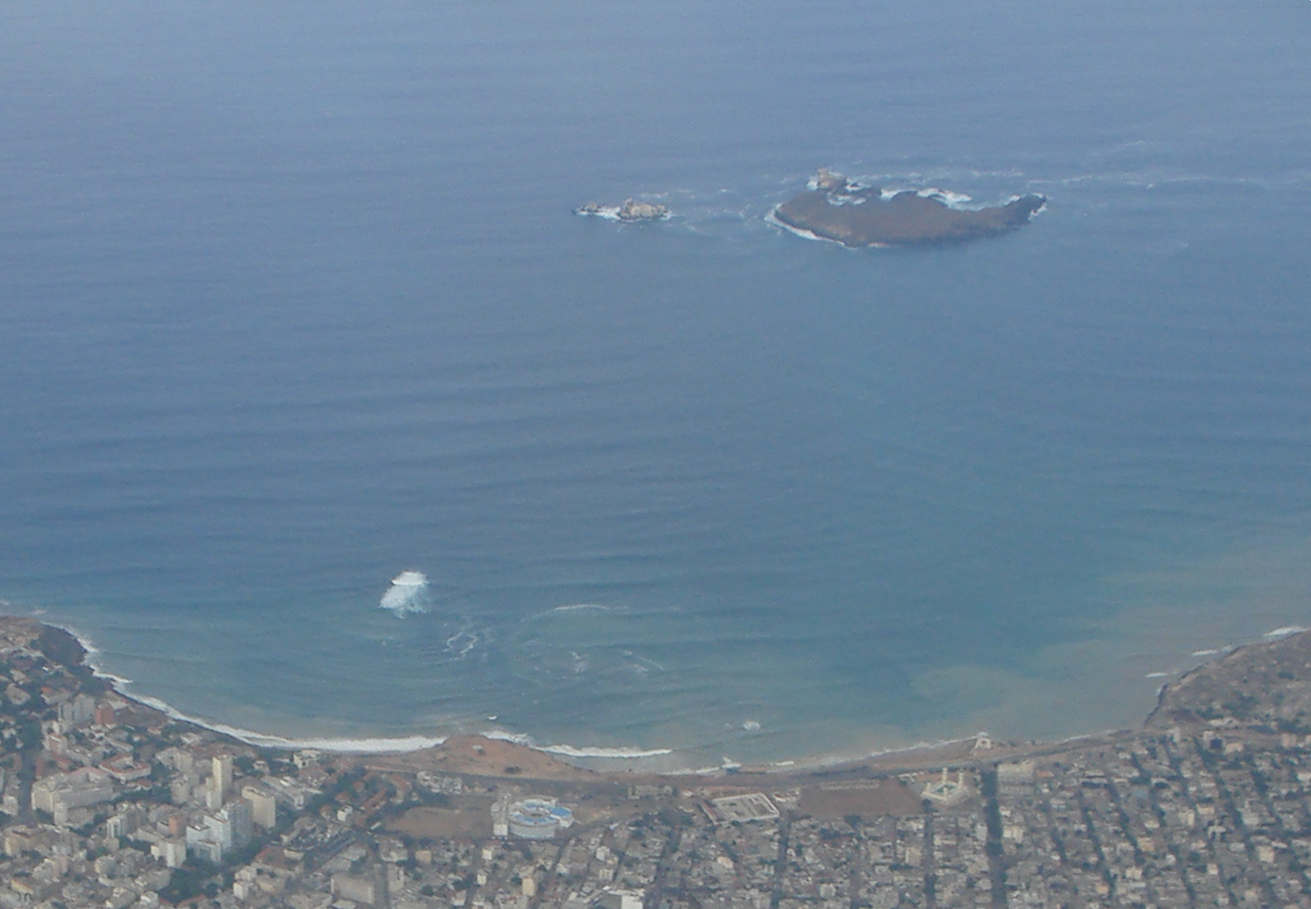
جزایر مادلین در ساحل داکار

جزایر مادلین (تلفظ در فرانسوی: [il də la madlɛn]) در غرب داکار در سنگال قرار دارند. این جزایر خالی از سکنه هستند. جزیره اصلی سارپان نام دارد و به دلیل یافته‌های ابزارهای عصر سنگی شناخته شده است. این جزایر همچنین به دلیل پرندگان، ماهی‌ها و گیاهان خود معروف هستند. صخره‌های جزیره بسیار شیب‌دار هستند و در طول میلیون‌ها سال توسط دریا تراشیده شده‌اند. پارک ملی جزایر مادلین( فرانسوی: Parc national des Îles de la Madeleine) یکی از کوچک‌ترین پارک‌های ملی جهان است.